# 三願転入
三願転入（さんがんてんにゅう）とは、真宗には阿弥陀如来の四十八願中の第十九願を以て諸行往生の方便願、第二十願を以て自力念仏往生の方便願とし、第十八願を以て純他力往生の真実願
として、先ず第十九願の門に入り、ついで一転して第二十願意に入り、更に再転して第十八願意に入るを三願転入という。
阿弥陀仏の十八願・十九願・二十願を摂生の三願といい、摂生の三願に真仮を分列せられたのは卓抜な択法眼であった。

## 概要
三願転入の文は、浄土真宗の開祖親鸞の著書『顕浄土真実教行証文類（教行信証）化身土巻』に以下のように記されている。
ここを以て愚禿釈の鸞、論主の解義を仰ぎ宗師の勧化に依りて、久しく万行諸善の仮門を出でて、永く双樹林下の往生を離る。善本徳本の真門に回入して、偏に難思往生の心を発しき。然るに今、特に方便の真門を出でて、選択の願海に転入せり。速やかに難思往生の心を離れて、難思議往生を遂げんと欲す。果遂の誓、良に由あるかな。ここに久しく願海に入りて、深く仏恩を知れり。至徳を報謝せんがために、真宗の簡要をひろうて、つねに不可思議の徳海を称念す。いよいよ斯れを喜愛し、特に斯を頂戴するなり。
意訳は、以下の通りである。
幸いにも親鸞は、七高僧方のお導きによって、久しく留まっていた弥陀の十九願(万行諸善の仮門)を出て、二十願 (善本徳本の真門)に入った。しかるに今特に、その弥陀の二十願(方便の真門)から、十八願 (選択の願海)に転入させていただいた。選択の願海(十八願)に入ってはじめて、種々に善巧方便されていた阿弥陀仏の、深いご恩が知らされた。この広大な仏恩に報いる一端にもと、弥陀の救いの大切なところを明らかにして、間違いなく皆さんにお伝えしたいと思うばかりである。
親鸞は、衆生摂生の三願に、真実願（十八願）と方便願（十九・二十願）のあることを明らかにされ、方便から真実へと弥陀に導かれ、救われた自らの体験を、上記の「三願転入」のご文に示されている。
三願転入の名称は、直接親鸞が使っていたわけではないが、今日では上記の言葉を、三願転入といわれてる。

### 語義
言葉の語義は、以下の通りである。
論主の解義
論主は龍樹菩薩、天親菩薩の教え
宗師の勧化
宗師は曇鸞、道綽、善導、源信、法然のこと。それらの方の教によって
雙樹林下の往生
十九願の通り実行して得られる往生のこと自力諸善によって行く化土の往生のこと。
善本徳本
諸善の根本であり、諸功徳の総体にして真実行なる南無阿弥陀仏の名号のこと。善本は大無量寿経下巻の修習善本をいい、徳本は、二十願文の植諸徳本をいう。
回入
十九願より二十願に入ることをいう。今迄の雑行雑善を翻じて念佛門に入る故に回入という。転入と区別されている。
難思往生の心
難思往生は、二十願の通り実行して得られる結果。能修の心は自力にして、所修の行は阿彌陀佛を称して、化土往生するを難思往生と云う。この往生を願求する心を難思往生の心という。
方便の真門
方便が、目的を果たすために不可欠な手段。自力策勵の心を以て阿弥陀仏の選び与えられたる弥陀の名号を称すること。二十願の自力念仏のこと。
選択の願海
四十八願のうち、阿弥陀仏の選び取られた十八願のこと。
転入
一念（何億兆分の1秒より、もっと短い時間）で救われること
転入は最後の選択本願に帰入されたところにのみに言われている言葉。真実弘願による廃立をあらわしたものであることを注意しておきたい。ゆえに転入とは単なる三願通過の経路を意味するのでなく、方便の意をすべて転捨して、真実弘願に帰入することをあらわすものである。和讃の左訓には「うつりてはいる」とあり。
難思議往生
阿弥陀仏の浄土に往って仏に生まれること。他力によって与えられた真実信心によって入ることのできる報土往生をいう。報土往生は凡心の思度するところにはなく、言語も及ばないところなので、嘆じて難思義という。
果遂の誓
必ず十八願の絶対の世界に転入させるという誓い。阿弥陀仏の二十願のこと。二十願文に「果遂せずは、正覚を取らじ」とあることから二十願を「果遂の願」とも名付けられている。
良に由あるかな
不可欠な御方便だったと知らされた。
至徳
「至」は無上、「徳」は功徳(幸福にする働き)。南無阿弥陀仏のこと。
真宗の簡要
阿弥陀仏の救いを明らかにするに大事な教え。
不可思議の徳海を称念す
他力の信心を得て称える報恩の念仏のこと。
頂戴
感謝。

### 図示
わかりやすく図示するならば、
十九願　（『要門』：万行諸善の門・自力修善・方便願）
　↓（回入）
二十願　（『真門』：善本徳本の門・法は他力、機は自力・方便願）
　↓（転入）
十八願（『弘願』）：選択の願海・純粋他力・真実願）
ということである。

## 真仮廃立・従仮入真
なぜ阿弥陀仏は、三願を誓われたのであろうか。
阿弥陀仏の本意はあくまで第十八願にあるのであって、十九・二十の両願にあるのではない。
それでは生因三願として、十八願の外に十九・二十の両願を誓われた理由は何れにありやと云えば、それは真仮廃立・従仮入真にありと考えられる。
真仮廃立とは、十九願・二十願と十八願とを対立廃立せしめることによって、十八の他力往生の真義をいよいよ明白ならしめようとするものである。
また従仮入真とは、真仮は単に廃立に止まることなく、十九願・二十願の自力執心の機を導いて、十八の他力往生に入らしめようという、仏大悲の活動である。
「化巻」に
按方便之願、有仮有真。

（方便之願を按ずるに仮有り、真有り）
とあるは、正しくこれを述べたものと見ることができる。
教行信証の解釈の規範とされた存覚の『六要鈔』には、「果遂の誓」（二十願）の解説の中で以下のように説明されている。
「久出」等とは、万行諸善は是れ聖道の意。双樹林下は是れ『観経』に約す、十九願の意。善本徳本は是れ『小経』に約す、二十願の意。乃ち是れ難思往生の心也。選択本願は是れ『大経』の意、即難思議往生是れ也。「果遂」 等とは、此の如く展転して仮従り真に入る、 方便の門を出でて真実の門に入る、即ち果遂の願の成ずる所也。(引用：『六要鈔』)
自力（仮）よりしか他力（真）に入いることのできない、従仮入真について、教えられている。

## 三願転入の争点
三願転入の言葉の解釈について、大きく3点の争点がある。
(1)三願転入は親鸞の実体験であるか否か。
(2)実体験としたならば、その具体的な時期は何時か。
(3)第十八願に入るためには、誰もが経験すべき必然的過程かどうか

(3)の問題によって(1)の問題に対する立場は答えられるため、(3)の論点を深めておく。

## 第十八願に入るためには、誰もが経験すべき必然的過程かどうか

### 必然説
すべての人が、獲信までの過程で、三願を必ず通らなければならない、とする説。
以下、学説を列記する。

#### 恵空
【1644年〜1721年：大谷派初代講師 】
この門は次第証入の義なり。今なんぞ徹底すというや。化土の巻の門に至りてはかの二種の方便の願よく人をして遂に真実の地に送り入らしむる義の意を釈し顕さんと欲して果遂の玄旨を顕彰せる所也
観経小経の方便二願は機を真実の地へ送り入らしめる義 。

#### 空華派
【現在の本願寺の主流派】
清岡隆文（元龍谷大学教授）によれば、空華派は「三願転入を親鸞の実体験とみて、またこの三願転入をすべての求道者に及ぼし、万人が三願の過程を経過すべきとしている」と教えている 。

#### 明教院僧鎔
【1723年〜1783年：空華派の祖・本願寺派の宗学の祖 】
（親鸞聖人は）選択本願の念仏を領受して真報土に入り、弥陀同体の果已に掌中に在り、之に依って弥仏恩を知り至徳を報謝す、至徳は至極恩徳なり、此念報師恩の意より真実の教行信証を製作し給ふなり、此三願転入の相を御自身の上に寄せて明し給ふは、末代の衆生を選択本願海に入せしめ、御自身と同じく悦ばしめん為に言に顕して此の如く示し給へり、上に真実五巻に十九、二十を明さず、この『化巻』に巻き摂むるは前の真実に帰入せしめん為なり。真仏土を摂むるこきは証の中に摂す、四法を巻き摂むるこきは一名号なり、之を浄土真宗と言ふ、故に『教巻』の首に「謹按浄土真宗」等云々、四法より真仏土を開き、それよりこの十九、二十の化身土は開顕し、こに結釈して此の如くのたまふは「浄土真宗に帰すれごも虚仮不実の我身」等、我身を指すものは是れ己身に引受け凡夫の性得のほどを顕して、末世の衆生皆是の如しと知らしめん為なり、今の文も亦復た是の如し、御己証のほどを引受けて示し給ふは誰も誰も十九、二十をいで、真に入ることを慶喜せよとなり、上来の所演は方便の願意までも皆此了解になさん為の種々善巧の仏の大悲なり、これより不思議の徳海を喜ぶ身になし給はりしなりと御己証を受くるものはいよいよ喜愛し、時々頂戴せずんばあるべからざるなり。

#### 浄信院道隠
【1741年 ～1813年：空華三師の一人。三業惑乱で活躍】
いわく上来の諸説合すれば、今の意は三願転入を事実とするものこれ法理顕然たり。もし三願転入せざる機もあらば宿善調熟に依らずして真実に達することを得るに至る。すでにしからば無宿善往生の義を成ずるが故に。

#### 開華院法住
【1806年〜1874年：大谷派講師】
問云、彼土に於て方便化土の人、双樹林下往生を得たるものは、其の十九願の化土より直ぐに眞實報土に至るや。又矢張り三願轉入の如く、三往生の次第を經て双樹林下往生より二十願の難思往生へ轉入して、難思往生から難思議往生に入る理ありや否や。答云、其の義あり。双樹林下往生の十九の願の化土より二十の願の難思往生の果に至り、第十八の難思議往生へ轉入する。既に三願に於て轉入の義あり、三機に於て次第轉入の義あり、三經に次第轉入あり。豈獨り三往生に限つて次第轉入なからんや。あるべきこと勿論なり。

#### 三井法雲
【1867年～1938年：東本願寺派西教寺住職】
さて真宗では、三願轉入といふ事は、御開山が化士の巻に信仰の經路を述べて、昔は十九願であった。それから二十願になって、とうとう今は一たびは一たびはの御念力が届いていて十八願の行人となった、とお話になって居る。どうして見ても、初めは十九願に這入らなければならぬ、それから二十、最後に第十八願、なか道が遠いわ、そこで十九願の宿善の人は一代の間十九願ではててしまふ、二十願の宿善のの人は一代二十願で果てしまふ、法は十八願を聞きながら十九二十の宿善しか無いものは十九二十で終る。（中略）
真宗では三願転入を立てる、初めは要門、十九願観無量寿経の機である。　真門、之は二十願阿弥陀経の機である。　門は通入の義といって、十九願から這入らねば二十願に這入れぬ、二十願の門を通らねば十八願にはどうしても行けぬ。お前さん等、そこの所をよう心得んならんと思ふからよく云って置く　。

#### 杉紫朗
【1880年から1947年：竜谷大学教授・勧学】
一般的に云ふと、轉入時間の長短は不定であるが、要門より眞門、眞門より弘願と進むものである。それには二十年かる人もあらう、一ヶ月か二ヶ月か、五日か三日の人もあらう、しかし是は前生の宿習をこに再現したものと見られやうと思ふ。（中略）
要するに吾等が他力の信仰に入ったのは、聖道より更に要門、眞門の方便を経て、永い間、佛の御育てを蒙った結果であつて、決して一朝一夕にできたことでないと云ふことを示されたものである、故に吾等此の容易ならぬ佛のお計ひを感謝すると共に、 吾等が共の方便たる要門眞門の状態にとどまってはならぬことを深く注意して道を求めねばならないのである。これが宗祖が方便教義をお示しくださった所由であろうと思う。

#### 蜂屋賢喜代
【1880年～1964年:大谷派光照寺住職】
たとひ自力心であつても、諸善を頭から否定しないで、寧ろ仮門としてこれを肯定し、その門に来るものを、真實門に至る善き順路として見ていらるゝのであります。佛は第十八願に於いて、真の大慈悲である他力救済の御精神を打ち出しておきながら、そこまで得ないものために、其處にいたる正しき順路としてまた、階梯としてすべての自力教を廃せずして、却ってそれを門に入る階梯と見て肯定して居らるるのであります。菩提心を発せよとの意は一切の無宗教的の人々をも含んである語であります。そして私はこの十八十九の排列の順序を意味ふかく思ふのであります、第一に他力救済の精神を出していて、そこまで直ぐ 来得ないものを順序をもつて助けんとして居るるのであります。誠に十方衆生救済の本願たるにそむかぬ所以であります。（中略）
十九の本願の意味を通らずして他力信を得たやうに思ふてゐるのが、多くの他力教徒の邪信に陥る所以ではなからうかと思ひます。 我は三願を転入したといはるる聖人の言葉は、よくよく心にとゞめて伺はねばならぬことだと存じます。三願轉入の意味は通って来たといふ意味であつて、通らなくてもいいといふことではありません。従って善悪の蹂躙ではないのであります。私共は出来ない事を出ないと素直に通ることができずして、つい苦しさのあまりに、不可能の痛燒の極は、之を踏みにぢつて仕舞はうとします。踏みにぢれば菩提心は枯れます、菩提心の枯死は自己の救いではありません。踏みにちらずしてどうか生ひ立たしてゆかんと希う心が、遂に自力を捨てて他力信に入らしむるものであります。（中略）
私共は、仮門とか方便とか聞きますと、妙な先入観がありまして、恰も一顧の価すらないもの様に思ふたり、棄てて見返らない傾があります。それは最も注意すべきことでありまして、方便は真実から出たものであつて、方便こそは真實に導くものであります。 第十九の方便門は第十八の真實門から出たものであつてやがて第十八願に帰入することを得る門なのであります。その意を、諧善萬行ことごとく往生浄土の方便の善とならぬはなかりけりと申されてゐるのであります。

#### 金子大栄
【1881年〜1976年：仏教学者・大谷派僧侶】
如来の三願は、深く衆生の機相を知つて建てられた者である。故に釈尊も此願心を一切有情に知らせむとて、特に三経を説きたまうた。されば要眞弘の三門は、何人も獲信の経路として実験する者でなければならぬ。 想ふに宗祖亦此経路を実験せられたるに相違がない。更に進むでいへば、寧ろ宗祖は自己が獲信の経路を回想したまうて、其処に三願の顕現せるを得せられた者と観る方が、一層適切であらう。（中略）
自力の心行を離るる能わざる我らは、直接に第十八願に信順する能わざるをしろしめして、かかる我らの為に方便して、第十八の願心を表したまへる者、是れ第十九第二十の二願であった。吾等は実に此二願あるが爲めに第十八願に接するを得るのである。

#### 大須賀秀道
【1876年〜1962年：大谷大学名誉教授】
真実が真実と知られていないのに、これが方便である真実ではないという見極めがつかう筈がありますまい。
（中略）
親鸞聖人は既に二十九歳の春、法然上人から真実他力の信心を
獲ていさせられたのであった。十分にほんまものを見てゐられたのでしたから、
それでこそ十九願や二十願を方便の願と見ぬき、他力救済の上にさうした段階の
あることに気づいて、それは第十八願の真実に到達するまでの歴程であることを、
自己宿線の内容として驚喜されたのであつたのです。
いづれにせよ、方便は真実を顕はし、真実に入らしめるための縁由であります。
蓮如上人は
「方便をわろしといふ事はあるまじきなり、方便を以て真実をあらはすの廃立の義、よくよく知るべし、彌陀釋迦善知識の善巧方便によりて真実の信をばうることある由仰せられ候」(御一代聞書)
。

#### 佐々木圓梁
【1889年〜？：仏教学者】
『教行信證』化土卷本を將に終らんとする處に記しとどめられた彼の三願轉人と云はれてゐる感激に満ちた次の一文である。
ここを以て愚禿釈の鸞、論主の解義を仰ぎ宗師の勧化に依りて、久しく万行諸善の仮門を出でて、永く双樹林下の往生を離る。善本徳本の真門に回入して、偏に難思往生の心を発しき。然るに今、特に方便の真門を出でて、選択の願海に転入せり。速やかに難思往生の心を離れて、難思議往生を遂げんと欲す。果遂の誓、良に由あるかな。
この文たるや執筆は吉水入室を去る二十余年後であり、記述の体裁からは化土本に展開した三願・三門・三郷・三機・三往生といふ深遠且つ精微を極めた聖人獨自の理的判の結語をなすものである。（中略）
今獲たる真実信の光を浴びては、岐路の低迷、仮信の道草と見ゆるものの上にも、賞は仏心大悲の真の涙が光り、久遠劫来一衆生をも洩さじとの如来の悲心が動いて息まざる願心の波瀾であり、善巧摂化の方便施設であったと感佩させられる。 この感激に於て、聖人は、浄土往生の理想を完現せしめて最早動転する事なき究竟の信を「真実」と呼び、之にして先行した二段の仮信、即ち往生浄土の理想 を単に部現せしむるのみの、従って動すべき信をば「方便権化」と名付けられたのである。 一体、方便といふは、仏の正しき用法では、常に仏の智慧並に慈悲から起る利他を意味し、世に所謂、嘘も方便からといったような術策を毫も意味しない。仏の真心が溢れるという側から「方便」といひ、そうした方便からの施設たる上からは「権化」というので、従って権仮は邪為や虚仮と厳重に区別せられる。仏心の静相を智慧、動相を慈悲という側からは、智慧は真実で、慈悲は方便であるともいへるし、若し之を智慧で統一すれば、前者は実智、後者は権智とも云はれている。いかに真実と方便と相離れず、 智慧と慈悲と相帥し、実智と権智と表裏するかを知るべきである。 今、聖人は、真信の光に照らし出された前二段の信、即ち如来の真心一つを知らせんが為に暫くわが機を調へんとて方便施設せられたと感佩された信を、「万行諸善之仮門」及び「善本徳本の真門」と呼び、前者より後者へ挿入し、更に最後に、「選択の願海」という真信に導入するに至ったと言はれるのである、（中略） 
（十九・二十）前二段の行詰って去らざるを得なかった仮信も、最後に安らひ得たる真信も、決して吾人が任意に起し、任意に去り、任意に入ったというような出鱈目な信でなく、その源は、もと阿弥陀仏が法蔵菩薩と名告り出でて、衆生を救済し得べき仏身を成り、仏土を建立し、名号を成就すべく発願し、修行して現したまうた四十八願中に厳然たる根拠を有つ。十九・二十及び十八の三願は各と「十方衆生」と呼び掛け、「欲生我国」と命じてある点で、正に西方願生者を迎ふべく誓はれた願であらねばならぬ。故にこの三願各とに対した衆生往生の三路もなければならぬ筈である。それを三門という。一を「万行諸善之仮門」又は「浄土之要門」とも単に「要門」ともいひ、二を「善本徳本の真門」又は「真門」とも略称し、共に方便の信たる地位を占めて、以て第三の「選択の願海」又は「弘願真実」の信に対立するとして、ここに要・真弘三門の際、即ち真仮批判を行はれたのである。（中略）斯様に弘願行者の益、正定聚の現益と、滅度郎ち往生即成仏の当益との二益に分別された事は、全くわが聖人獨自の發揮であつて、深く經論の玄旨を叩いた上での體認であつた。若し之を聖道教並に従来の浄土教の取つてゐた分類と対望せしめると、前者にありては、菩薩の進趣階梯五十二位中第五十一位の等覺が正定聚、最後の第五十二位の妙覺が滅度である。

#### 稲葉秀賢
【1901年〜1985年：大谷大学教授】
『教行信証』の全体を貫いて流れる批判精神は真仮偽の簡別を通して徹底的に探められ、それが『教行信証』の教義体系を形成したことは云ふまでもない。而して、 かうした宗祖の批判精神が内面的実践的に如何に発展したかの論理的展開を明かにしたのが三願転入の告白である。三願転入の身証は『教行信証』 六巻の宗義が成立する実践的基盤であって、逆に云へば三願転入の体験の記録が『教行信証』であるといってもいい。然らば三願転入の実践的意義は如何に考へるべきであらうか。
三願転入の文は『教行信証』「化巻」に出で、 それは明かに宗祖自らの内面に於ける従仮入真の過程を述べられたものである。即ち、

「是を以て愚禿釈の鸞、論主の解義を仰ぎ、宗師の勧化に依て、久しく万行諸善の仮門を出でて、永く雙樹林下の往生を離る。善本徳本の真門に廻入して、偏に難思往生の心を発しき。然るに今特り方便の真門を出て、選択の願海に転入せり。速に難思往生の心を離れて、難思議往生を遂んと欲す。果遂の誓良に由へある哉」

とあるのがその文である（中略）
「ここに久しく願海に入りて、深く仏恩を知れり。至徳を報謝せんが為に真宗の簡要を挟ふて、恒常に不可思議の徳海を称念す。弥々斯を喜愛し、特に斯を頂戴するなり」

とある文に続くのであって、それは真宗の簡要をひろう本書撰述の時に於ける感激を述べられたものである。それはまた後序に「慶ばしきかな、心を弘誓の仏地に樹て、念を難思の法界に流す。深く如来の矜哀を知りて、良に師教の恩厚を仰ぐ。慶喜弥々至り、至孝弥々重し。茲に因て真宗の詮を鈔し、浄土の要を捩ふ」と述べられた感激に応ずるものである。（中略）
蓋し入信の体験は、明かな自覚であるには違ひないが、それは必ずしも時間的な記憶ではな
い。古来一念の信が不覚の覚と云はれ、又それは実時ではなくて、仮時であると云はれて来たのも、信仰体験の事実は明かな自覚ではあっても記憶ではないことを示すものである。従って三願転入の文を年次的記録と見ることは、信仰体験の事実を誤るものとなるであろう。然しまた三願転入の記述は宗祖に身証せられた体験の事実であることに於て、それが単なる仮説であるとか、或は単なる回顧であるとすることも許される筈がない。ここに我々は三願転入の文に含まれる実践的意義に注意せねばならぬのであって、そこから『教行信証』の体系が実践的に裏打ちされるであろう。（中略）
宗祖が特に三願転入の体験として、
「今特り方便の真門を出でゝ選択の願海に転入せり」
と弘願転入の感激を述べられたのは、そこに逞しい如来の善巧を感得せられたからである。
まことに他力廻向の信心は広大難思の慶心と云はれ、或は不可称不可説不可思議の信海とも名づけられ、それは遠くわれらの思議を超えたものである。この広大難思の慶心が機に自覚せられる時、その自覚を発起せしめた如来の善巧が喜ばずにゐられなかつたのであって、従仮入真は機の自覚でありつつ、それは大悲善巧の深さを示すものである。
ここに、
「信楽を獲得することは、如来選択の願心より発起す。真心を開闡することは、大聖矜哀の善巧より顕彰せり」
といふ感激もあるのである。この大悲の智慧と機の自覚との感応の上に三願転入の実践的意味が注意せられるのである。宗祖が「果遂の誓良に由ある哉」といふ言葉で三願転入の文を結んでゐられるのも、自己の救済の上に三願摂化の善巧を仰がれたものであって、そこに宗祖の深い感激を偲ぶことができる。（中略）
選択の願海の深さに感激すればするほど、その選択の願海に転入しめる善巧として、万行諸善の仮門と方便の真門とが意味深く感ぜられたに違ひないからである。

#### 上田義文
【1904年〜1993年：伝道院長】
三願転入における浄土の方便は、自己をしていよいよ真実なるものへ導く必要経過段階であると思われるのである。その必要性について上田義文氏は、
「真」に入ることが「転ず」という構造をもつものであるならば、「仮」は「真」にとって欠くべからざるものでなければならない。そのことは、「真」に入る人は必ず「仮」を通らねばならぬ(この方便による)というこ
とを意味している。親鸞は「化身土巻」の「本」の部の終りに近い所で、いわゆる三願転入の説を述べている。
これは彼の個人的経験を述べたものであることは明瞭であるが、しかしここで彼は単に自己の経験を告白しているのではなくて、これがすべての人の歩むべき普遍的な道であるという意味を持っていると私は思う。
と語られ、
「信心決定に至るのは容易なことではない。(中略)そういうことを静かに省みる時、仮方便という思想の重みく感じない人がどれ位あるだろうか?」と逆説的に仮方便を軽視する立場を批判しておられるのである。

#### 星野元豊
【1909年～2001年：仏教学者・本願寺派大嵓寺住職】
単に親鸞という個人の獲信の過程ではなくて、煩悩の凡夫が、真実の信に到らんとするならば、誰しも通らねばならない過程である。

#### 高森顕徹
【1929年～:浄土真宗親鸞会創始者】
阿弥陀仏が、十方衆生(すべての人)を大悲の願船(十八願)に乗せるために建てられた十九願を、「要門」「仮門」と言われる。「要」は重要、肝要、必要の要である。十九願を要門・仮門と言われるのは、弥陀が十方衆生を通らせて、目的である十八願(奥座敷) 無碍の一道へ誘引するに、重要かつ肝要で必ず通さねばならぬ仮の門(教え)であるからだ。弥陀の十九願の解説が釈迦一代の教えであるから、釈迦の八万四千の法門も「要門」「仮門」と言われる。その釈迦の八万四千の法門を統括するのが『観無量寿経』である。（中略）
弥陀は十方衆生(すべての人)を要門・仮門より誘導して、無碍の一道・絶対の幸福に救い摂ってくださるのだから、これらの諸善を「方便の門」と聖人は言われている。（中略）
事実、今日でも弥陀の救いに方便は無用と、三願転入を否定するものは珍しくないのだ。もし方便(善)が弥陀の救いに不要なら、弥陀の十九願は要門でも仮門でもなく、不要門と呼ばれよう。釈迦の定散二善を説かれた『観無量寿経』は反古となり、聖人の「往生浄土の方便の善とならぬはなかりけり」は、激しい謗りを浴びよう。また善の勧めが弥陀の救いと無関係ならば、弥陀も釈迦も聖人も、弥陀の救いとつながらない教えを説かれたことになる。（中略）
三願転入の道程は、決して特別の人だけの道でもなければ、回り道でもない。
あべこべか遠回りに見えるのは、弥陀の真実(真)と方便(仮)の違いを知らないからだと、親鸞聖人は喝破されている。

#### 中西智海
【1934年～2012年:本願寺派勧学】
いわゆる三願転入の求道の歴程はどのような意味を持つものなのでしょうか。（中略）
「聞」のこころをうけとめてみますど、一つは、ほんとうの私のすがたがあらわになり、救いから除かれるべきものは私である、というところまで信知させられる世界であります。このほんとうの、おのれのすがたにうなずくまでには、「たとひ大千世界にみてらん火をもすぎゆきて」(『浄土和讃』)といわれる激しく厳しい求道・聞法の歴程があるのです。まさにおのれの倫理的実践を、まごころをもって成し遂げようとすればするほど、理性的自己と感性的自己の矛盾にぶち当って、「成すことあたわず」の実感となり苦悩します。さらに、その苦悩より脱出しようとしてますます苦悩する。これは信罪心・信福心の自力の執心であります。これが要門の世界です。
次に、真門の世界として考えられるのは、よきこころの起ったように思うとき救われると思い、悪きこころの起ったと思うとき救いの危うさを思う、というレベルであります。いずれにしても、自分をよしとし、何かを救いに役立てようとする「はからい」の世界なのです。このように、聞法の歴程にも、論理的に考えるならば、やはり要門に相当する心境のレベルより、真門に相当する心境のレベルをへて、ほんとうの私が知らされ、本願の世界にうなずく世界に転入させられる、ということがらがあるといわなければなりません。
およそ、人間が宗教的になるとは、自然的存在にとどまることなく、倫理的存在に苦悩して、真の宗教的世界に転入するのでありましょう。そこでは、自然的存在への痛み、倫理的存在への悩みを、ただの一度も悲痛することなくしては、自覚的存在、真の宗教性が開示されるということはないということです。「聞」の事実は、そのことを告げているといわなければなりません。

#### 鷹川恵一
【仏光寺派】
親鸞が要門・真門を明らかにした意義は、自力の執心を嘆き、本願を疑う罪によりて辺地(化土)往生を遂げる者を、真如の門に転入せしめることにあった。もし容易に自力の心を捨てることができるのであれば、方便を経ないでも直ちに真実に入ることができるはずである。しかし容易に自力の心を捨て切れないので、方便を経る必要があるのである。
第二十願は、如何に自力の心が捨て難いものであるかを知らしめる。自力の心を捨てたと思う、その心に自力がある。この自力の心が捨て難ければこそ、そこに方便が説かれているのである。私達はその方便においてのみその方便を否定し、方便を超えたる真実に帰せしめられるのである。（中略）
自分ではどうにもならぬ自分を明らかに自覚せしむるということが求道であり、自力無功を徹底させるのが、仮の願である第十九、二十願のはたらきである。このように真仮分判は、自力の心の捨て難きを明らかにして、従って方便が必要であることを彰すものである。
三願転入の文における三願真仮の領解は、親鸞自らの求道生活の体験から生まれた仮より真への意味を持つ。即ち、真に帰するために仮は必ず取られ、また取られるべき方便であるということを意味する。 方便は捨てられるべきものではあるが、しかし方便なしには真実に入ることはできない。そこにこそ方便としての意義がある。

三願転入の必然説は、宿善自力説と関わりが深いため、宿善のページで参照されたい。

### 寄顕説
三願転入を事実とせず自身に寄せて法の廃立を示すものとする説。十九願二十願は不要とする。
以下、学説を列記する。

#### 石泉僧叡
【1762年～1826年：石泉学派の祖】
第十八願の弘願法が親鸞の随自意の究寛法であること自身に寄示したものとしている。ここでは三願転入は親鸞の実体験ではないということである。

#### 大江淳誠
【1892年～1985年：龍谷大学真宗学教授】
入信の歴程を述べたるものではなく、自身によせて法の廃立を示さるるの文意。

### 折衷説
親鸞については過去世を考慮すると三願を次第転入されたが、今生に限つて言えば聖道門から直ちに弘願に入ったとする説。三願を通っても通らなくても良いとする説。
以下、学説を列記する。

#### 善通院月珠
【1729年～1786年：豊前学派を形成】
「三願転入次第必然」であつて必らず三願は転入すべきものであり、今生において弘願に入る相は同一でなくても(機類万差)、過去世の宿縁を言えば、いずれも三願を経過しなければならないとする。親鸞においては過去世を考慮すると三願を次第転入されたが、今生に限つて言えぱ聖道門から直ちに弘願に入つた人である

#### 普賢大円
【1903年～1975年：龍谷大学教授文学博士】
宗祖（親鸞聖人）は事実に於て、三願の過程を経て、弘願真実の大安心の境地に到達されたのであるが、一度浄土真宗が開創され、第十八願の宗教が顕示された今日、われわれは必ずしも、三願の過程を順次に経過するのではないであろう。直入のものもあり、漸人のものもあって、一律に論ずべきでないと思う。 ただ求道上の実際問題として、必ず透過しなければならぬ一線がある。それは信罪信福の自力執心の無功を知り、信機信法の他力信心に帰入する体験過程である。これは世善より弘願に入る場合でも、或は要門より、或は真門より弘願に入る場合でも同様である。